# 天広直人
天広 直人（てんひろ なおと、男性、12月8日生）は、日本のイラストレーター・漫画家。神奈川県出身。

## 来歴
1996年、月刊アフタヌーン四季賞春のコンテストで準入選する。その後、しばらくは目立った活動が見られなかったが、1999年から2003年まで『電撃G's magazine』（メディアワークス）のメディアミックス作品「シスター・プリンセス」でキャラクターデザイン及び挿絵を手掛けたことにより、イラストレーターとして名を馳せるようになる。彼の作風は、この作品を手掛けた4年半の間にほぼ形成されたと言っても良い。
一方、2005年から2006年まで『まんたんブロード』（毎日新聞社）で連載した「ふんじゃかじゃん」により漫画家としての活動も再開した。現在は『月刊コミックラッシュ』（ジャイブ）で同作品の続編「ふんじゃかじゃんmiracle」を連載中である。また、挿絵を担当している小説「初恋マジカルブリッツ」の漫画化作品を『ウルトラジャンプ』（集英社）2008年1・2月号で掲載（前後編）の後、2009年2月号より連載中である。
商業作品を手掛ける一方で、コミックマーケットやサンシャインクリエイション等の同人誌即売会にも参加、即売会会場にて自費制作物の頒布を行っている。

## 主な作品
- シスター・プリンセス（文：公野櫻子）
- World's end（シナリオ：玉井☆豪）
- レンテンローズ（原作：太田忠司）
- ふんじゃかじゃん / ふんじゃかじゃんmiracle
- 夜は子猫で忙しい（原作：吉川良太郎）
- 初恋マジカルブリッツ（原作：あすか正太）
- プリンセスメーカー4（ジェネックス）
- 羊くんならキスしてあげる☆（文：野村美月）